# Сабане
Сабане (Sabanê, Sabanês, Sabones, Sowainte) — почти исчезнувший индейский язык, на котором говорят в двух деревнях дождевых лесов Амазонии в штате Мату-Гросу в Бразилии. Язык сабане тесно связан с языком намбиквара. Сабане интегрировались в бразильскую культуру. В настоящее время язык больше не используется в повседневной жизни.